# Parafia Podwyższenia Krzyża Świętego w Roju
Parafia Podwyższenia Krzyża Świętego w Roju – rzymskokatolicka parafia pod wezwaniem Podwyższenia Krzyża Świętego w Roju, dzielnicy Żor, w archidiecezji katowickiej.
Początki Roju sięgają XIV wieku. W tzw. „Rejestrum Ujasdense” z 1305 rogu jest wymieniona wieś o nazwie „Ray gnod est Regnum Dei” należąca do parafii cysterskiej w Boguszowicach. Boguszowice jako wieś należała do cysterskiego klasztoru w Rudach aż do sekularyzacji majątków klasztornych w Prusach to jest do 1810 r. Mieszkańcy Roju pragnęli mieć własny kościół, gdyż – chcąc uczestniczyć w niedzielnej mszy świętej – musieli iść od 20 minut do godziny, w zależności od miejsca zamieszkania. W 1954 r. proboszcz parafii Boguszowice ksiądz Edward Tobola skierował do pracy duszpasterskiej w Roju, wikarego parafii księdza Bolesława Kopca, który katechizował dzieci w kapliczce św. Jana Nepomucena i Matki Boskiej Szkaplerznej. W 1957 roku biskup Stanisław Adamski zlecił księdzu Franciszkowi Wąsali budowę nowego kościoła. Za zgodą właściciela Zygmunta Konska, na potrzeby duszpasterskie wykorzystano zaadaptowano na potrzeby kultu – salę taneczną.

## Historia kościoła parafialnego
Rój należał od XIV w. do dekanatu żorskiego pod względem administracji kościelnej należał do parafii Boguszowice. Parafianie z Roju chcąc uczestniczyć we mszy świętej, musieli iść pieszo w zależności od miejsca zamieszkania od 20 minut do godziny drogi dlatego. Od początku lat 50. mieszkańcy tutejszej gminy rozpoczęli starania o wybudowanie kościoła w Roju. W związku z tym, w 1954 r. proboszcz parafii Boguszowice ks. Edward Tobola skierował do pracy duszpasterskiej w Roju wikarego parafii ks. Bolesława Kopca. Zajął się on katechizacją dzieci oraz głoszeniem Słowa Bożego w przydrożnej kapliczce Jana Nepomucena i MB. Szkaplerznej. Kapliczka ta jednak była zbyt mała by pomieścić wewnątrz wszystkich parafian, dlatego też z inicjatywy wójta Alojzego Kolona w 1956 r. postawiono przed nią zadaszenie. Dnia 31 stycznia 1955 r. przyjechał do Roju za zgodą ks. Proboszcza Edwarda Toboli, ks. Franciszek Wąsala- katecheta z Rybnika. Został on w dniu 27 lutego 1957 r. wikariuszem parafii Boguszowice. W tym samym czasie ks. biskup powierzył ks. Wąsali budowę nowego kościoła.
Za zgodą właściciela, pana Zygmunta Konska, na potrzeby religijne kościelne adaptowano dotychczasową salę taneczną. Sala ta w minimalny sposób zaspokajała potrzeby parafian. Mieszkańcy wsi nie musieli jednak chodzić do oddalonego o kilka kilometrów kościoła w Boguszowicach. Poświęcenia sali na potrzeby religijne dokonał z upoważnienia ks. bp. Stanisława Adamskiego – ks. Edward Tobola. Do sali zakupiono 120 krzeseł, a na szczytowej ścianie powieszono duży krucyfiks (do dziś wisi w kościelnym przedsionku).
Ks. Wąsala zaczął urzędowanie w Roju od 1 marca 1957 r. 7 marca 1957 r. odbył się pierwszy pogrzeb na nowym cmentarzu parafialnym.
Od jesieni 1958 r. rozpoczęła się budowa probostwa, którą ukończono w 1959 r. Po wielu odwoływaniach  Prezydium wojewódzkiej Rady Narodowej w Katowicach wydało pozwolenie na budowę kościoła w Roju. 6 kwietnia 1959 r. Przystąpiono do budowy kościoła. 
Poświęcenia kamienia węgielnego dokonał bp Herbert Bednorz 5 sierpnia 1959 r. Pieniądze na budowę kościoła pochodziły ze składek społeczeństwa.
Benedykcji świątyni dokonał bp Juliusz Bieniek 17 marca 1960 r.
Dnia 25 listopada 1975 r. bp katowicki Herbert Bednorz mianował ks. mgra Franciszka Wąsalę proboszczem parafii Podwyższenia Krzyża Świętego w Roju. Ks. Franciszek sprawował swoją funkcję proboszcza do 30 czerwca 1988 r.
22 sierpnia 1957 roku biskup Stanisław Adamski erygował kurację Podwyższenia Krzyża Świętego w Roju. Parafianie po wielu odwołaniach otrzymali pozwolenie na budowę kościoła 4 kwietnia 1958 roku. Nowy kościół został usytuowany w środku sołectwa Rój przy drodze głównej Żory – Wodzisław. 6 kwietnia 1959 roku rozpoczęto budowę nowego kościoła. Budowa kościoła została sfinansowana przez katolików Roju.
25 listopada 1975 roku kurację Podwyższenia Krzyża Świętego w Roju podniesiono do rangi parafii. Pierwszym proboszczem został ustanowiony budowniczy kościoła ksiądz Franciszek Wąsala. Kościół Podwyższenia Krzyża Świętego zaprojektował inż. Tadeusz Augustynek, konstruktorem był inż. Czesław Garduła.
Kościół jest oryginalną i architektonicznie wysoko ocenianą budowlą sakralną tego okresu. Publikowany jest w katalogach nowoczesnych budowli sakralnych. Kościół jest budowlą asymetryczną – główny ołtarz i jedna nawa boczna. Na ścianie frontowej, widzimy Podwyższenie Krzyża Świętego. W nawie bocznej znajduje się ołtarz Matki Bożej. Na prawej ścianie widnieje płaskorzeźba św. Barbary – patronki górników. Wystrój ściany frontowej, nawy bocznej i płaskorzeźby św. Barbary jest autorstwa Józefa Kołodziejczyka. We wnętrzu kościoła zwraca uwagę Droga Krzyżowa jako cykl dwuosobowych, naturalnych wymiarów płaskorzeźb rozmieszczonych na ścianie, która w nawie głównej rozciąga się ponad nawę boczną. Jej twórcami są: Egon Kwiatkowski i Teresa Rauscher-Michałowska. Stacje Drogi Krzyżowej zostały zamieszczone w katalogach jako unikatowe dzieło sztuki sakralnej.
Przy kościele Podwyższenia Krzyża Świętego mieszczą się salki katechetyczne. Na terytorium parafii znajdują się dwie kapliczki – jedna pw. Matki Boskiej Szkaplerznej i św. Jana Nepomucena przy ul. Starowiejskiej, druga przy ul. Boguszowickiej. Przy końcu każdej z większych ulic wychodzących z Roju znajduje się krzyż przydrożny, przy których w czasie tzw. dni krzyżowych odprawiane są nabożeństwa.

## Duszpasterze
- ks. Franciszek Wąsala
- ks. Janusz Frelich 1988-1990
- śp. ks. Alfred Chromik 1994 – 30 lipca 2007 r.
- ks. Bogusław Mielnik od 30 lipca 2007 r. – nadal